# Camponotus hellmichi
Camponotus hellmichi é uma espécie de inseto do gênero Camponotus, pertencente à família Formicidae.